# Six Underground (film)
Ne doit pas être confondu avec 6 Underground.
Pour plus de détails, voir Fiche technique et Distribution.
6 Underground est un film d'action américain réalisé par Michael Bay et sorti en 2019. Il est diffusé en exclusivité sur la plate-forme Netflix. Il s'agit de l'un des films les plus coûteux produits pour la plateforme.
Il reçoit des critiques assez mitigées dans la presse. Si la performance de Ryan Reynolds et les scènes d'action sont plutôt saluées, la mise en scène et la durée du film sont souvent pointées du doigt par les journalistes.

## Synopsis
Un mystérieux milliardaire est à la tête d'une unité d'élite secrète composée de lui-même et de cinq autres personnes ayant toutes simulé leur propre mort. Ces « fantômes » ont pour mission d'éliminer les plus puissants criminels et dictateurs dans le monde.

## Fiche technique
Sauf indication contraire, les informations mentionnées dans cette section peuvent être confirmées par la base de données cinématographiques IMDb,  présente dans la section « Liens externes ».
- Titre original : 6 Underground
- Réalisation : Michael Bay
- Scénario : Rhett Reese et Paul Wernick
- Musique : Lorne Balfe
- Direction artistique : Géza Kerti, Tamara Marini, Anshuman Prasad et Sebastian Schroeder
- Décors : Jeffrey Beecroft
- Costumes : Jany Temime
- Photographie : Bojan Bazelli
- Montage : Roger Barton
- Production : Michael Bay, Ian Bryce, David Ellison, Dana Goldberg, Don Granger,

Coproduction : Marco Valerio Pugini
Production déléguée : Matthew Cohan, Rhett Reese et Paul Wernick
Production associée : Simona De Angelis
- Sociétés de production : Skydance Media et Bay Films
- Société de distribution : Netflix
- Budget : 150 millions de dollars[1]
- Pays de production :  États-Unis
- Langue originale : anglais
- Format : couleur
- Genre : action, thriller
- Durée : 128 minutes
- Date de sortie :
  - États-Unis : 10 décembre 2019 (avant-première au Shed de New York)
  - Monde : 13 décembre 2019 (Netflix)

## Distribution
- Ryan Reynolds (VF : Pierre Tessier) : Un / le milliardaire
- Mélanie Laurent[2] (VF : elle-même) : Deux / Camille / l'espionne
- Manuel Garcia-Rulfo (VF : Laurent Maurel) : Trois / Javier / le mercenaire
- Ben Hardy (VF : Jim Redler) : Quatre / Billy / l'équilibriste
- Adria Arjona (VF : Alexandra Garijo) : Cinq / Amelia / le docteur
- Dave Franco (VF : Franck Lorrain) : Six / le chauffeur
- Corey Hawkins (VF : Diouc Koma) : Sept / Blaine / le sniper
- Lior Raz (VF : Gilles Morvan) : Rovach Alimov
- Peyman Maadi (VF : Serge Faliu) : Murat Alimov
- Yuri Kolokolnikov : Baasha Zia
- Kim Kold : Daqeeq
- Lídia Franco : Maria
- James Murray : Caleb
- Lukhanyo Bele : Jeyhun
- George Kareman : Mike
- Sebastian Roché : l'avocat
- Elena Rusconi (VF : Kahina Tagherset) : Arianna

 Source et légende : version française (VF) sur RS Doublage

## Production

### Genèse et développement
Le 7 mars 2018, un article de Variety annonce les deux futurs projets de Michael Bay : le premier est une adaptation du roman Robopocalypse (initialement prévue par Steven Spielberg), le second est un thriller d'action appelé Six Underground, basé sur un script original de Rhett Reese et Paul Wernick et produit par David Ellison, Dana Goldberg, Don Granger et Michael Bay. En mai 2018, Netflix annonce avoir fait l'acquisition du projet, en vue de le distribuer sur sa plateforme avec l'intention de développer une nouvelle franchise de films d'action avec Ryan Reynolds dans le rôle principal. Dès lors, le film devient la production la plus chère de la plateforme de streaming, avec un budget annoncé de 150 millions de dollars, dépassant ainsi le record de 90 millions de dollars jusqu'alors détenu par Bright.

### Attribution des rôles
En juillet 2018, Dave Franco, Manuel Garcia-Rulfo, Adria Arjona, Corey Hawkins, Ben Hardy et Lior Raz viennent compléter la distribution,,,. Ils sont ensuite rejoints par Mélanie Laurent.

### Tournage
Le tournage du film débute le 2 août 2018 à Los Angeles en Californie. Il a également lieu à Rome et Florence en Italie. Le tournage à Florence est prévu en deux phases entre le 22 août et le 21 septembre 2018, avec une équipe de 450 personnes. Des scènes de course-poursuite le long de l'Arno ont notamment été tournées depuis des hélicoptères le jeudi 23 août 2018, puis dans des rues et des places emblématiques du centre-ville en septembre,.
Durant la course-poursuite du début, se déroulant à Florence, on note une rapide scène où la voiture drifte en fait  sur la Piazza del Campo de Sienne (à 72 km au sud de Florence).
Le tournage du film s'est achevé en décembre de la même année.

## Musique
La bande originale du film est entièrement signée Lorne Balfe, elle est sortie le 13 décembre 2019.
Bandes originales par Lorne Balfe
Gemini Man
(2019) Bad Boys for Life
(2020)
| 1.  | Point of Extraction      | 2:24 |
| 2.  | Ghosts                   | 3:20 |
| 3.  | Welcome to Florence      | 3:54 |
| 4.  | Lose the Chopper         | 1:56 |
| 5.  | Haunt the Living         | 2:06 |
| 6.  | blah blah blah           | 2:07 |
| 7.  | I Am the Danger          | 3:17 |
| 8.  | You Can Change the World | 2:15 |
| 9.  | Thrones                  | 3:22 |
| 10. | Memories                 | 1:58 |
| 11. | Beautiful Sunday         | 1:17 |
| 12. | The Past                 | 0:51 |
| 13. | Shit Ton of Blood        | 2:35 |
| 14. | Leave No Man Behind      | 1:50 |
| 15. | A Million Battles        | 4:18 |
| 16. | Day of the Dead          | 4:08 |
| 17. | Sabotage                 | 3:16 |
| 18. | Live or Die              | 1:56 |
| 19. | One, But Not Done        | 3:08 |

## Accueil critique
Le film reçoit des critiques globalement négatives dans la presse américaine. Sur l'agrégateur américain Rotten Tomatoes, il récolte 36% d'opinions favorables pour 96 critiques et une note moyenne de 4,8⁄10. Le consensus suivant résume les critiques compilées par le site : « 6 Underground est bruyant, frénétique et finalement absurde - ce qui est soit une mauvaise nouvelle, soit une recommandation chaleureuse, selon ce que l'on pense des films de Michael Bay ». Sur Metacritic, il obtient une note moyenne de 41⁄100 pour 22 critiques.
Le film reçoit des critiques mitigées également de la part de la presse française. Il obtient une moyenne de 2,2/5 sur Allociné qui compile 11 titres de presse.
Le Parisien a été impressionné par le film et dit que « Netflix dégaine l'artillerie lourde. Très lourde. »
Les Inrockuptibles n'a pas tellement aimé ce film plein de défauts : « Si le contenant est heureux, le contenu l’est un peu moins : parasitée par d’incessants flash-back et sauts géographiques, l’intrigue de 6 Underground se révèle particulièrement confuse alors que son argument un peu désuet lui offrait la possibilité d’une progression en ligne claire »